# Turbato corde

Герб римского папы Климента IV

Turbato corde (с лат. — «Со смятенным сердцем») — булла римского папы Климента IV, датированная 26 июля 1267 года, обвинившая евреев в том, что они совращают с пути истины христиан, и распространившая на них власть инквизиции.
Как и все папские буллы, «Turbato corde» получила название по первым словам текста.

## Исторический контекст и последствия
Занятые альбигойцами, инквизиторы сначала мало беспокоили евреев, довольствуясь случайными аутодафе еврейских книг, которые выдавались за еретические. Когда же число альбигойцев уменьшилось, началось преследование евреев, которые, крестившись, позже отпадали от христианства. После издания папской буллы «Turbato corde» стали назначаться особые инквизиторы для иудействующих христиан (в 1285 году Гильом из Оксерра). Около 1276 г. погибли на костре неверные новообращённые, в 1288 г. такая же участь постигла 13 евреев в Труа, сожжённых в качестве еретиков, а в 1310 г. новообращённый, вернувшийся в еврейство, был сожжён в Париже.